# Jonas Kaufmann

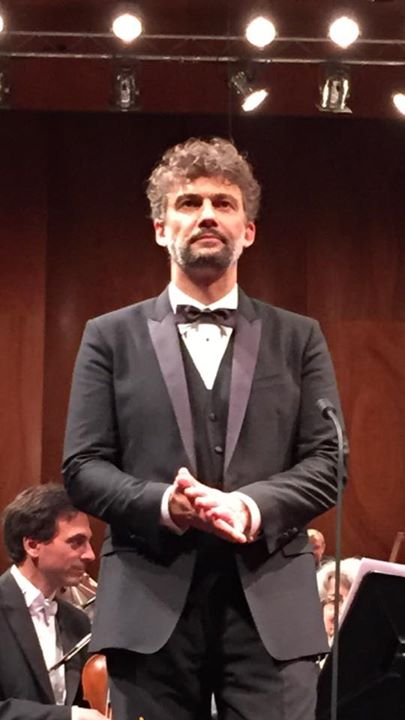
Jonas Kaufmann, La Scala 2015

Jonas Kaufmann (n. 10 iulie 1969, München, RFG) este un tenor german.

## Studiu și carieră
După câteva semestre de matematică, a încheiat în 1994 un studiu la Universitatea de Muzică și Teatru München (Hochschule für Musik und Theater München). Kaufmann a început la Teatrul de Stat din Saarland (Saarländisches Staatstheater) în Saarbrücken, unde a activat din 1994 până în 1996 și a preluat părți din repertoriul liric.
După aceea a fost liber-profesionist și a lucrat de atunci pe scene de operă Opéra National de Paris, La Monnaie din Bruxelles, Teatro alla Scala din Milano,  Bayerische Staatsoper din Munchen, Salzburger Festspiele din Salzburg, Metropolitan Opera din New York,  Royal Opera House din Londra, Wiener Staatsoper din Viena, Deutsche Oper Berlin din Berlin. El are legături în special cu operele din (Opernhaus Zürich) și Stuttgart (Staatsoper Stuttgart).
În sezonul 2006/2007 a cântat la Royal Opera House din Londra, Don José în Carmen de Bizet. În anul 2006, a cântat Alfredo  La traviata de Verdi la Metropolitan Opera. Debutul său a avut loc în mai 2008, la Royal Opera House din Londra, cu Cavaradossi în  Tosca de Puccini.
Debutul la Festivalul de la Bayreuth (Bayreuther Festspiele) a fost la 25 iulie 2010, la deschiderea festivalului, în rolul principal din  Lohengrin de Wagner, pusă în scenă de Hans Neuenfels, dirijor fiind Andris Nelsons. Pentru același rol, în anul 2009, i-a fost acordat la Bayerischen Staatsoper titlul de cântăreț al anului, de asemenea și sopranei Anja Harteros pentru rolul Elsa.
În anul 2007 Kaufmann a încheiat un contract de exclusivitate cu compania de înregistrări DECCA (Universal Music). Albumul său de debut Romantic Arias a fost lansat în anul 2008. La 22 mai 2009, a fost lansat al doilea album Sehnsucht cu repertoriul german. La 13 septembrie 2013 apărea, primul album la Sony clasic, The Verdi Album.
În iunie 2014 Kaufmann a debutat în rolul Chevalier Des Grieux în Manon Lescaut de Puccini, la Royal Opera House din Londra, alături de Kristīne Opolais în rolul Manon.  În noiembrie 2014 Kaufmann a preluat același rol într-o altă producție la Opera bavareză de Stat din München.
Alături de Anja Harteros a avut, în primăvara anului 2015, debutul său în rolul principal Radamès în Aida de Verdi. La 12 septembrie, în același an, apare la Last Night of the Proms în  Royal Albert Hall, unde a  printre altele, „Nessun dorma“. În același timp, îi apare albumul Puccini, album  cu care a avut cel mai mare succes al său, și mai ales în Marea Britanie, numărul 22 în top.
Kaufmann trăiește cu familia lui în apropiere de München.

## Premii
- 2007 Gramophone Award 2007, Strauss-Lieder, CD
- 2008 GRANDS PRIX INTERNATIONAUX DU DISQUE, Diaspason d’or, Romantic Arias, CD
- 2008 Qobus/Classica: Le meilleur disque de 2008, Romantic Arias, CD
- 2009 Gramophone Award 2009, Madame Butterfly, CD
- 2009 Prix Caecilia 2009, Sehnsucht, CD
- 2009 Diapason d’or 2009, Romantic Arias, CD
- 2010 ECHO Klassik „Bester Sänger des Jahres“ für die Einspielung Sehnsucht
- 2010 Orphée d’or „Wolfgang Wagner“ 2010, Sehnsucht, CD
- 2010 Diapason d’or 2010, Die schöne Müllerin, CD
- 2010 Diapason d’or 2010, Verismo Arias, CD
- 2011 Gramophone Award 2011, Verismo Arias, CD
- 2011 Diapason d’or 2011, Werther, DVD
- 2012 Bayerische Europamedaille
- 2012 Gramophone Award 2012, Fidelio, CD
- 2013 The Opera Awards: Opera Magazine Readers Award
- 2013 The Opera Awards: The Male Singer of the Year Award
- 2013 Die Goldene Deutschland
- 2013 Bayerischer Kammersänger
- 2013 ECHO Klassik
- 2013 ECHO Klassik
- 2013 ECHO Klassik
- 2013 Gramophone Award 2013, Wagner, CD
- 2014 Goldene Schallplatte pentru albumul Verdi
- 2014 ECHO Klassik The Verdi Album
- 2014 Gramophone Classical Music Award 2014 Solo Vocal (Schubert – Winterreise, Jonas Kaufmann și Helmut Deutsch)
- 2014 Bambi
- 2015 ECHO Klassik
- 2015 Premio Puccini 2015

## Roluri (selecție)

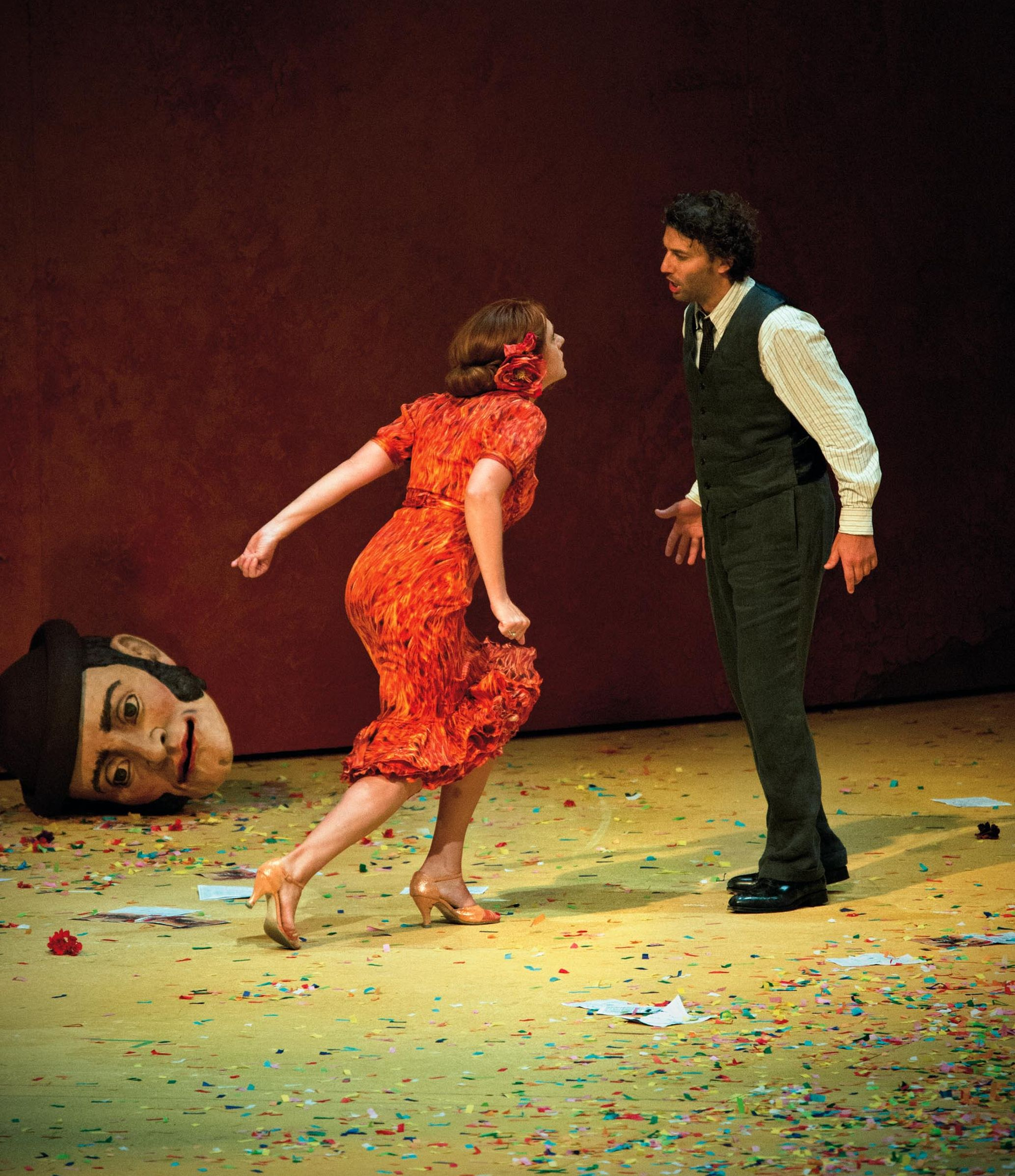
Don José în Carmen cu Magdalena Kožená, 2012

- Ludwig van Beethoven: Fidelio – Florestan
- Hector Berlioz: La damnation de Faust – Faust
- Georges Bizet: Carmen – Don José
- Francesco Cilea: Adriana Lecouvreur – Maurizio
- Umberto Giordano: Andrea Chénier – Andrea (André) Chénier
- Charles Gounod: Faust – Faust
- Engelbert Humperdinck: Königskinder – fiul regelui
- Ruggero Leoncavallo: Paiațe – Canio/Bajazzo
- Pietro Mascagni: Cavalleria rusticana – Turiddu
- Jules Massenet: Manon – Des Grieux
- Jules Massenet: Werther – rol prncipal
- Claudio Monteverdi: Il ritorno d’Ulisse in patria – Telemaco
- Claudio Monteverdi: L’incoronazione di Poppea – Nerone
- Wolfgang Amadeus Mozart: Così fan tutte – Ferrando
- Wolfgang Amadeus Mozart: Die Entführung aus dem Serail – Belmonte
- Wolfgang Amadeus Mozart: Idomeneo – Idomeneo
- Wolfgang Amadeus Mozart: La clemenza di Tito – rol prncipal
- Wolfgang Amadeus Mozart: Die Zauberflöte – Tamino
- Giovanni Paisiello: Nina – Lindoro
- Giacomo Puccini: Boema – Rodolfo
- Giacomo Puccini: La fanciulla del West – Dick Johnson (Ramerrez)
- Giacomo Puccini: La rondine – Ruggero
- Giacomo Puccini: Manon Lescaut – Des Grieux
- Giacomo Puccini: Tosca – Cavaradossi
- Gioachino Rossini: Il barbiere di Siviglia – Almaviva
- Franz Schubert: Fierrabras – rol prncipal
- Marc Schubring: Cyrano de Bergerac – Christian
- Bedřich Smetana: Die verkaufte Braut – Hans
- Richard Strauss: Capriccio – Flamand
- Richard Strauss: Der Rosenkavalier
- Richard Strauss: Ariadne auf Naxos – Bacchus
- Giuseppe Verdi: Aida – Radames
- Giuseppe Verdi: Don Carlos – rol principal
- Giuseppe Verdi: Il trovatore – Manrico
- Giuseppe Verdi: La forza del destino – Don Alvaro
- Giuseppe Verdi: La traviata – Alfredo
- Giuseppe Verdi: Otello – Cassio
- Giuseppe Verdi: Rigoletto – Duca
- Carl Maria von Weber: Der Freischütz – Max
- Carl Maria von Weber: Oberon – Hüon
- Richard Wagner: Parsifal – rol prncipal
- Richard Wagner: Die Meistersinger von Nürnberg – Walther
- Richard Wagner: Die Walküre – Siegmund
- Richard Wagner: Lohengrin – rol prncipal
- Richard Wagner: Tannhäuser – Walther

## Discografie
- Loewe, Die drei Wünsche, Capriccio (1996), rol: Hassan, dirijor: Peter Falk
- Abert, Ekkehard, Capriccio (1998), rol: Ekkehard, dirijor: Peter Falk
- Marschner, Der Vampyr, Capriccio (1999), rol: Edgar, dirijor: Helmuth Froschauer
- Beethoven, 9. Sinfonie, Hänssler Classics (2002), dirijor: Roger Norrington
- Schoenberg, Die Jakobsleiter, Harmonia Mundi (2003), dirijor: Kent Nagano
- Weber, Oberon, Philips (2005), rol: Hüon, dirijor: John Eliot Gardiner
- Humperdinck, Königskinder, Accord (2005), rol: Königssohn, dirijor: Armin Jordan
- Strauss, Strauss Lieder, Harmonia Mundi (2006), pian: Helmut Deutsh
- Romantic arias, DECCA (2008), dirijor Marco Armiliato
- Puccini, Madama Butterfly, EMI (2009), rol: Benjamin Franklin Pinkerton, dirijor Antonio Pappano
- Sehnsucht, Decca Records (2009), dirijor: Claudio Abbado
- Schubert, Die Schöne Müllerin, Decca (2009), pian: Helmut Deutsh
- Verismo Arias, Decca Records (2010), dirijor: Antonio Pappano
- Beethoven, Fidelio, Decca Records (2011), rol: Florestan, dirijor: Claudio Abbado
- Bizet, Carmen, EMI (2012), rol: Don José, dirijor: Simon Rattle
- Wagner, Die Walküre, Mariinsky (2013), rol: Siegmund, dirijor: Valery Gergiev
- Wagner, Jonas Kaufmann-Wagner, Decca Records (2013), dirijor: Donald Runnicles
- Verdi, The Verdi Album, Sony (2013), dirijor: Pier Giorgio Morandi
- Schubert, Winterreise, Sony (2014), pian: Helmut Deutsch
- Du bist die Welt für mich, Sony (2014), dirijor: Jochen Rieder
- You mean the World to me, Sony (2014), dirijor: Jochen Rieder
- Puccini, The Puccini Album, Sony (2015), dirijor: Antonio Pappano
- Verdi, Aida, Sony (2015), dirijor: Antonio Pappano